# A-ZOV
A-ZOV — ежегодный фестиваль электронной музыки и экстремального спорта, проводимый в России на побережье Азовского моря в Краснодарском крае.
Первоначально проводился на косе Долгая. С 2014 года — в станице Должанской, на пляже вблизи базы отдыха «Салют».
Организатором фестиваля выступает event-компания GESPROMO.

## История
Первый фестиваль прошел в 2011 году и собрал 5000 гостей и участников из разных стран и городов.
В 2013 году на A-ZOV от Тольятти стартовал специальный, посвященный фестивалю, автопробег. Новая Лада Калина 2013 (Lada Kalina 2) возглавила эскорт с A-ZOV-символикой от Волжского автомобильного завода до самого Азовского моря.
В 2016 году фестиваль прошёл с 8 по 17 июля включительно.

## Награды
В 2014 году фестиваль стал победителем «Russian Open Event Expo 2014» — III Всероссийской открытой ярмарки событийного туризма.

## Фотогалерея
- Танцпол A-ZOV днём, 2011 год
- Танцпол A-ZOV ночью, 2011 год
- ЛАДА-кабриолет, 2013 год
- ЛАДА-Калина 2, 2013 год